# Посада-де-Вальдеон
Посада-де-Вальдеон (ісп. Posada de Valdeón) — муніципалітет в Іспанії, у складі автономної спільноти Кастилія-і-Леон, у провінції Леон. Населення — 487 осіб (2010).
Муніципалітет розташований на відстані близько 320 км на північ від Мадрида, 80 км на північний схід від Леона.
На території муніципалітету розташовані такі населені пункти: (дані про населення за 2010 рік)
- Каїн-де-Вальдеон: 75 осіб
- Санта-Маріна-де-Вальдеон: 50 осіб
- Кальдевілья-де-Вальдеон: 31 особа
- Кордіньянес-де-Вальдеон: 46 осіб
- Лос-Льянос-де-Вальдеон: 45 осіб
- Посада-де-Вальдеон: 89 осіб
- Прада-де-Вальдеон: 53 особи
- Сото-де-Вальдеон: 98 осіб

## Демографія
Динаміка населення (INE ):